# パク・ソングァン
パク・ソングァン（朝鮮語: 박성광/朴聖光、1981年8月15日 - ）は、大韓民国のコメディアン、歌手、映画監督。1981年ソウル生まれ。KBS22期ギャグマン公開採用に合格してコメディアンとしてデビューした。
デビュー前の2005年から2006年にかけて、「ギャグ狩り」のコーナーにコメディアンになりたい志願者として出場していた。「鳳仙花学堂」のコーナーで大人なギャグを言う馬教授を演じたが、放送時間帯が変わり大人なギャグが不可となり最初の脱退者になってしまった。初期は、攻撃を受けて悔しがる役が多かった。「パク対パク」、「集中討論」などのコーナーではパク・ヨンジンにやり込められる役割を演じたが、実際には彼と非常に親しい間であり、11年以上同居してコメディアン試験もいつも一緒に見に通った仲である。2013年に放送された「未必の故意」のコーナーでは、キム・テヒ、キム・ウォンヒョからお金を受け取ろうとして大変な苦労をする配達人の役割を演じた。その後徐々に悔しがる役は減ってゆき、「視聴率の帝王」では低迷する視聴率を上げるためにドラマを無茶苦茶に変えてしまうパク代表の役を演じて高い人気を得た。
2011年の映画「悪口」を撮影し、映画監督としてデビューした。2012年、パク・ソングァンキムチブランドを始めキムチ会社の代表として事業家としても活動した。2020年元芸能人のイ・ソリと結婚した。2023年まで、SM C&Cに所属していた。

## 学歴
- ソウル美星小学校（卒業）
- 成保中学校（卒業）
- 新林高校（卒業）
- 東亜放送芸術大学放送技術科
- 東亜放送芸術大学映画芸術学科（学士）

## 活動

### 放送
- 「ギャグコンサート」（KBS2）
  - <鳳仙花学堂> - マ教授、ホンナム、クネクネ役
  - <私に酒を注がせる世界> - 酔って絡んでくるおじさん役
  - <パク対パク> - 刑事役、進行役
  - <パク対パクⅡ>
  - <羨ましくて描く>
  - <成功時代> - 失敗した人役
  - <集中討論>
  - <ウォーウォーウォー> - 希望役
  - <私たちのソングァンが変わりました> [1] - キム・ミンギョンのボーイフレンド役
  - <想像兄弟> - 乞食の弟役
  - <ヴァレリーNO> - ソングァンスキー役
  - <自分勝手な特許所> - パク・ゴンヒ会長
  - <勇敢な奴ら> : （日本の歌手ダンス☆マンのパロディ）
  - <BBチャンネル>
  - <ソン・イビョン何してる>
  - <易しく説明してあげる>
  - <ヨンギルよ>
  - <ハリウッドアクション>
  - <大学路ブルース>
  - <描け描くな>
  - <親友>
  - <未必の故意> - 配達員役
  - <視聴率の帝王> - パク代表役
  - <耳詰まり警察署> - 刑事役
  - <メンタル甲> - メンガプ兄役
  - <私一人が男だ> - 新入社員役
  - <クレイジーラブ> - 社長役
  - <ストックホルム症候群>
  - <流伝者（流行語を伝播する者）>
  - <未来から来た男> - 進行役
- 「家族オラクグァン」（KBS1）1175回、1221回のゲスト
- 「第26回KBS創作童謡大会」（KBS2）
- 「ギャグ狩り」
- 「笑い充電所」
  - <階層共感OLD＆ブラザー>
- 「青春不敗」（KBS2）
- 「危機脱出ナンバーワン」（KBS2）
- 「面白いTVローラーコースター」（tvN）
- 「彼はあなたに惚れなかった」（KBS2）
- 「ファミリー」（KBS2）
- 「オンゲームネットスペシャル - 部屋脱出3リアルキャンプ」（オンゲームネット）
- 「青春不敗2」（KBS2）
- 「オロプショ」（QTV）
- 「リアルスポーツ闘魂」（KBS2）
- 「視聴率の帝王」（KBS W）
- 「王座のゲーム」（KBS2）
- 「ド直球ランキングショー暴風前夜」（KBS Nスポーツ）
- 「コメディ紅白戦サイダー」（MBN）
- 「キム・ジェドンのトックトゥユ-心配しないで！あなた」（JTBC）
- 「覆面歌王」参加者（気合いが入った笛吹き少年）（MBC）
- 「黄金漁場ラジオスター」（MBC）「オー！私の能力者たち！」編
- 「夜お化け」（JTBC） レギュラー出演
- 「食糧日記タットリタン編」（tvN） レギュラー出演
- 「生放送幸せドリームロト6/45 」 ゲスト844回
- 「全知的お節介視点」（MBC） レギュラー出演
- 「ホグの恋愛」（MBC） 出演
- 「雇用天国グッドジョブ」（KBS）
- 「二時脱出カルトショー」（SBS）
- 「上記再生シーズン2」（NQQ） ゲスト

### 演劇
- 2009年「シークレット」

### ドラマ
- 2011年「ポセイドン」 - キム・デソン役
- 2011年「ハイキック！短い足の逆襲」
- 2016年「疾風企画」 - ヨン・ボンタン部長役
- 2016年「ウンパルロマンス」
- 2016年「浪漫ドクター　キム・サブ」

### 広告
- 2012年　ナランドサイダー（東亜大塚）
- 2012年　アイナビ　ブラックボックス
- 2012年　002ユープラスLTE（LGユープラス）
- 2012年　ジェルジョア（ヘテ製菓）
- 2012年　三星生命

### 映画
- 2011年「悪口」 - 監督
- 2012年「犯罪との戦争：悪い奴らの全盛時代」- トルジャビの進行役
- 「ビリーと勇敢な人たち」 - ビリー役
- 2013年「ビリーと勇敢な人たち」 - トート役
- 2017年「悲しくなくて悲しい」 - 演出
- 2019年「グースベイビー」 - カール役
- 2020年「奇々怪々　整形水」 - マザコン男役

### 放送出演
- 2011年6月9日 YTN 「ニュースN問題 - イシュー＆ピープル」

## 流行語
- 1位だけ覚えている汚い世界（私に酒を注がせる世界）(1등만 기억하는 더러운 세상)
- 頼むから、ちょっと、考えて考えて考えて、それから喋れ～！ （自分勝手な特許所）(제발 좀 생각생각생각 좀 하고말해~!)
- テホ！あなたの勇敢さを見！せ！ろ！ （勇敢な人たち）(태호! 너의 용감함을 보!여!줘!)
- 私がまさに視聴率の帝王！誰？パク代表だ！ ！ ！ （視聴率の帝王）(내가 바로 시청률의 제왕! 누구? 박 대표야!!!)
- ○○です！チビ娘！ （クレイジーラブ）(○○이에요! 꼬마아가씨!)
- オーケー、オーケー、オキナワ（流伝子）(오키오키 오키나와)
- ミアン、ミアン、ミャンマー（流伝子）(미안미안 미얀마)
- バイバイドバイよ（流伝子）(바이바이 두바이야)
- 皆さんこんにちは！オレ一人で住んでいる今人気の、一人暮らしの男ホンナムだよ〜!何も言わないよ～！ ！、オレふらふらしてるぜ～！ ！ ！、挨拶しろって言っても、しないよ！するなって言ったら、するぜぇ！皆さんこんにちは～！あんたも食べるなって？それなら、オレは食べるぜ！ （バルサム学堂）(여러분 안녕! 난 혼자 사는 대세, 혼자 사는 남자 혼남이야~!, 아무말도 안해~!!, 나 삐뚤이~!!!, 인사 하라고 하면 안하지!, 하지 말라고 하면 하지! 여러분들 안녕하세요~!, 너도 먹지마? 그럼 난 먹지!)

## アルバム
| 種類             | アルバム情報 | トラックリスト                        |
| ---------------- | --- | ------------------------------------- |
| デジタルシングル | 「勇敢なやつら」 - 発売日 ： 2012年3月26日 - ラベル ：ウィニングインサイト                                           | - 1. 待て そして準備しろ              |
| デジタルシングル | 「勇敢なやつら」 - 発売日 ： 2012年5月14日 - ラベル ：ウィニングインサイト                                           | - 1. IドンCare                        |
| デジタルシングル | 「勇敢なやつらsummer single " - 発売日 ： 2012年7月23日 - ラベル ：ウィニングインサイト                              | - 1. 春夏夏夏                         |
| デジタルシングル | 「第二の二十歳" - 発売日 ： 2019年10月24日 - ラベル ：（株）サンドボックスネットワーク - 所属グループ ：四十ファイブ | - 1. 二十四十歳 - 2. 二十四十歳（MR） |

## 広報大使
- 2012年　5大暴力剔抉 広報大使

## 受賞
- 2003年 Nateギャグフェスティバル1位
- 2004年 COEXギャグフェスティバル3位
- 2008年 KBS芸能大賞コメディ部門男性新人賞
- 2011年 第5回Mnet 20's Choiceホットギャグ終結者賞
- 2012年 KBS芸能大賞コメディ部門最優秀コーナー賞
- 2017年 第1回ミチュホルフィルムフェスティバル演出賞
- 2018年 第2回韓中国際映画祭新人監督賞
- 2018年 第3回東亜ドットコム's PICKベストカップル賞
- 2018年 第26回大韓民国文化芸能大賞芸能部門最優秀賞[2]
- 2018年 MBC放送芸能大賞ベストカップル賞
- 2018年 MBC放送芸能大賞バラエティー部門男性優秀賞
- 2018年 第11回ソウル世界短編映画祭審査委員特別賞[3]
- 2019年 KBS芸能大賞最優秀アイデア賞
- 2020年 SBS芸能大賞ベストチームワーク賞（withイ・ソリ）（同床異夢2 -君は僕の運命）